# 朝日焼

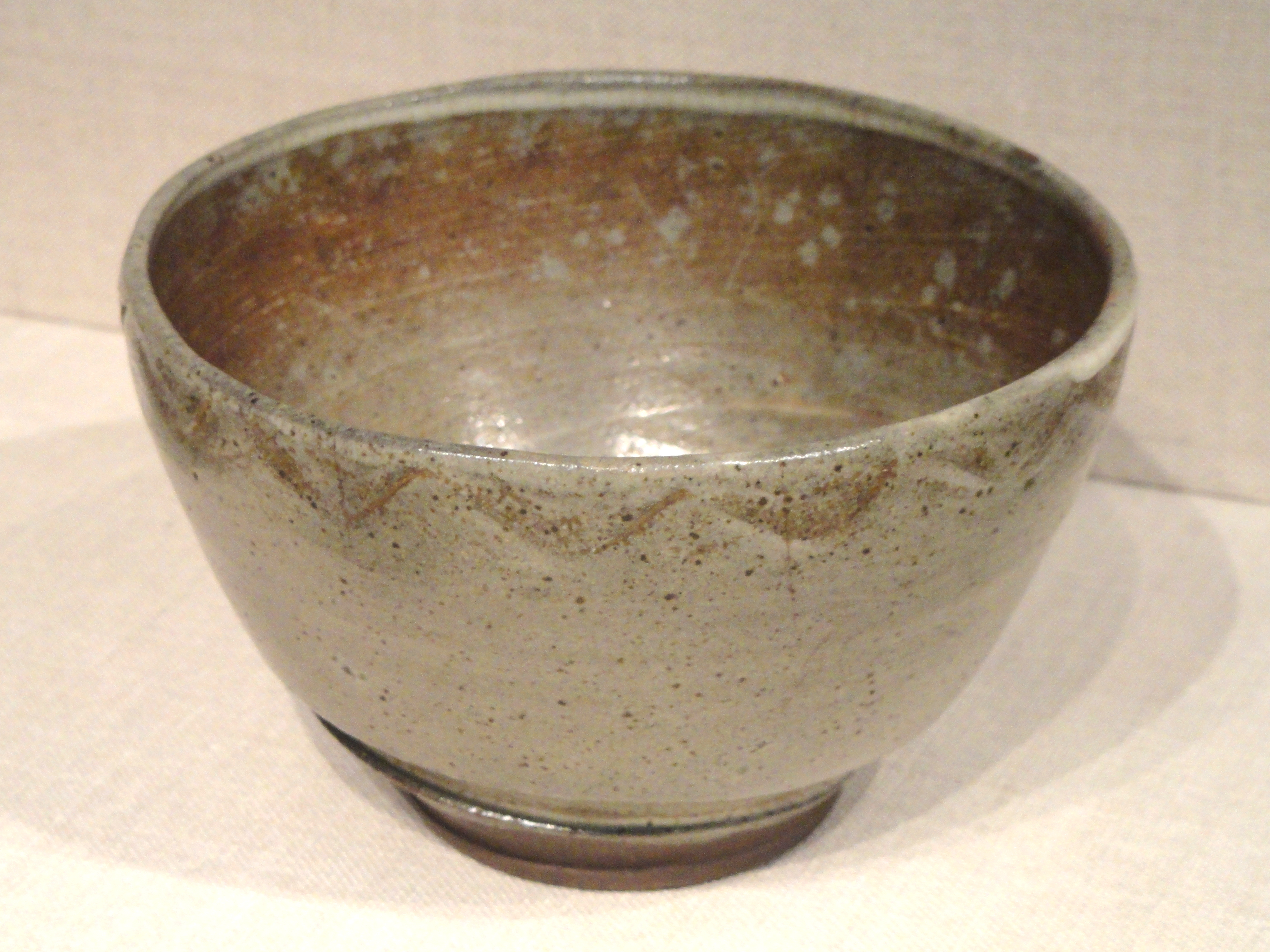
朝日焼の茶碗（18世紀）

朝日焼（あさひやき）は京都府宇治市の窯元。遠州七窯の一つに数えられている。
朝日焼という名前の由来については、朝日山の麓で窯が開かれていたという説と、朝日焼独特の赤い斑点（御本手）が旭光を思わせるという説がある。

## 歴史
宇治地方は古くから良質の粘土が採れ、須恵器などを焼いていた窯場跡が見られていた。室町時代、朝日焼が興る前には、経歴も全く不詳な宇治焼という焼き物が焼かれ、今も名器だけが残されている。
慶長年間に奥村次郎右衛門が窯を開いたのが始まりであるとされ、正保年間に小堀遠江守政一（小堀遠州）により高麗茶碗の技法習得が進められるとともに遠州七窯に数えられるようになった。小堀遠州の没後も小堀家の庇護を受け、小堀権十郎政伊から「朝日」の窯名を与えられる。
江戸時代中期に窯元としての活動は停滞するが、幕末から明治初期にかけ、公家や伊東陶山ら陶芸家の協力も得て再興していく。また、12代当主松林昇斎の子の松林靏之助はバーナード・リーチとの交流を深め、リーチ工房で登り窯を築窯するなど、日本の製陶技術の西洋伝播にも影響を与えている。

## 朝日焼の特徴
朝日焼は原料の粘土に鉄分を含むため、焼成すると独特の赤い斑点が現れるのが最大の特徴である。そして、それぞれの特徴によって呼び名が決まっている。
燔師（はんし）
分かりやすく解釈すると、師匠が焼いた物という意味である。赤い粗めの斑点がぽつぽつと表面に浮き出たような器をいう。
鹿背（かせ）
燔師とは対照的に、肌理細かな斑点が見られる器をいう。鹿の背中のような模様から名付けられた。
紅鹿背（べにかせ）
鹿背の中でも、特に鉄分が多く、よりくっきりと紅色が見えるものを指す。